# Brachyopa rufiabdominalis
Brachyopa rufiabdominalis är en tvåvingeart som beskrevs av Jones 1917. Brachyopa rufiabdominalis ingår i släktet savblomflugor, och familjen blomflugor. Inga underarter finns listade i Catalogue of Life.